# Maydaa
Maydaa (tiếng Ả Rập: ميدعا) là một ngôi làng ở miền nam Syria, thuộc khu vực hành chính của quận Douma thuộc tỉnh Rif Dimashq, nằm ở phía đông Damascus. Các địa phương gần đó bao gồm Adra ở phía bắc, al-Jarba ở phía nam và Hawsh Nasri ở phía tây. Theo Cục Thống kê Trung ương Syria (CBS), Maydaa có dân số 3.118 trong cuộc điều tra dân số năm 2004.